# Журавлёв, Николай Фёдорович
Николай Фёдорович Журавлёв (18 июля 1926, Патровская, Северный край — 5 октября 2015) — советский передовик производства, аппаратчик завода «Акрихин», Герой Социалистического Труда.

## Биография
С 1941 года работал в колхозе. С сентября 1944 по 1960 год служил в Армии. Участник войны, награждён медалью «За победу над Германией».
В 1955 году окончил экстерном Ярославское военное училище им. генерала Харитонова. Служил авиамехаником штурмовиков ИЛ-10. Награждён медалями «За боевые заслуги» (1955), « За безупречную службу в Вооруженных Силах СССР» (1960).
После увольнения в запас работал аппаратчиком на заводе «Акрихин» (1960—1988).
Семья: жена, две дочери.

## Награды и звания
За досрочное выполнение социалистических обязательств и производственные успехи удостоен звания Героя Социалистического Труда (1974). Награждён орденом Трудового Красного Знамени.
Почётный гражданин Старой Купавны (1999).